# Твити
Тви́ти (англ. Tweety), Тви́ти Пай (Tweety Pie) — мультипликационный персонаж из серии «Looney Tunes» и «Merrie Melodies» от студии Warner Bros.. Жёлтый кенар. Имя «Твити» основано на игре слов Tweet (щебет, чириканье), и Sweety (милый, прелестный); Pie также, кроме обычного пирожок, имеет устаревшее значение сорока или журавль. Твити появляется в 48 мультфильмах времён Золотой Эры американской анимации. Первое появление — в мультфильме «История двух кошечек».
В самых первых мультфильмах Боба Клэмпетта Твити довольно агрессивно настроен против своих врагов. Нередко переходил к драке. Однако его характер «смягчился», когда за дело взялся мультипликатор Фриц Фреленг. Твити превратился в милую обаятельную птичку, которая побеждает неприятелей благодаря их глупости и своей хитрости.
Чаще всего Твити появляется на экране вместе с Бабулей и котом Сильвестром, являясь домашней канарейкой.

## Частые сюжеты мультфильма
- Голодный Сильвестр хочет съесть птичку, но ему препятствуют другие персонажи — обычно Бабуля или Бульдог Гектор.
- Твити говорит свою «коронную фразу» «I tawt I taw a puddy tat!» и «I did, I did taw a puddy tat!»
- Сильвестр пытается поймать Твити с помощью различных устройств и ловушек. Однако, чаще всего ничего не срабатывает, а иногда, и сам Сильвестр попадает в свои же ловушки.

## Появления
- Твити появляется в фильме «Кто подставил кролика Роджера». Он прилетает в тот момент, когда Эдди Вэлиант висит двумя руками на шесте. Играя с его пальцами в «червячков», Твити случайно скидывает Эдди.
- В 90-х был героем анимационного сериала «Сильвестр и Твити: Загадочные истории», где Бабуля вместе с Твити, Сильвестром и Гектором основывают детективное агентство.
- Твити был главным героем анимационного фильма «Большое приключение Твити», в котором он путешествовал по всему миру.
- В Приключениях мультяшек Твити играет роль учителя и наставника канарейки Свити.
- В Озорных Анимашках и «Что Новенького, Скуби Ду?» имел небольшое камео.
- В телевизионном шоу «Лунатики» потомок Твити, известный как Королевский Твитумс, становится правителем планеты Бланк, после того как главные герои свергают с престола Королеву Грэнникус (потомок Бабули) и Силт Вестера (потомок Сильвестора), которые не хотели, чтобы на планете воцарилась абсолютная монархия Твитумса.
- Также Твити появляется в игровых фильмах Луни Тюнз: Снова в деле и Космический джем.
- Твити — один из героев нового мультсериала «Шоу Луни Тюнз», проживает в городе вместе с героями Looney Tunes.
- Warner Brothers также анонсировало новые короткометражные мультфильмы в формате 3-D с участием Твити и Сильвестра. Мультфильмы будут показываться в кинотеатрах перед некоторыми фильмами, выпущенной этой студией.[1] (В стиле уже вышедших новых мультфильмов с участием Вайла Койота и Дорожного бегуна, которые демонстрировались перед кинокартинами Легенды ночных стражей, Кошки против собак: Месть Китти Галор и Медведь Йоги).

## Фильмография
MM — Merrie Melodies

LT — Looney Tunes

### Режиссёр —Боб Клэмпетт
- История двух кошечек (1942) — MM
- Птичка и зверь (1944) — MM
- A Gruesome Twosome (1945) — MM

### Режиссёр —Фриц Фреленг
- Tweetie Pie (1947) — MM
- I Taw a Putty Tat (1948) — MM
- Bad Ol' Putty Tat (1949) — MM
- Home Tweet Home (1950) — MM
- All a Bir-r-r-rd (1950) — LT
- Canary Row (1950) — MM
- Putty Tat Trouble (1951) — LT
- Room and Bird (1951) — MM
- Tweety’s S.O.S. (1951) — MM
- Tweet Tweet Tweety (1951) — LT
- Gift Wrapped (1952)— LT
- Ain’t She Tweet (1952) — LT
- A Bird In A Guilty Cage (1952)— LT
- Snow Business (1953) — LT
- Fowl Weather (1953) — MM
- Tom Tom Tomcat (1953) — MM
- A Street Cat Named Sylvester (1953) — LT
- Catty Cornered (1953) — MM
- Dog Pounded (1954) — LT
- Muzzle Tough (1954) — MM
- Satan’s Waitin' (1954) — LT
- Sandy Claws (1955) — LT
- Tweety’s Circus (1955) — MM
- Red Riding Hoodwinked (1955) — LT
- Tweet and Sour (1956) — LT
- Tree Cornered Tweety (1956) — MM
- Tugboat Granny (1956) — MM
- Tweet Zoo (1957) — MM
- Tweety and the Beanstalk (1957) — MM
- Birds Anonymous (1957) — MM
- Greedy For Tweety (1957) — LT
- A Pizza Tweety Pie (1958) — LT
- A Bird in a Bonnet (1958) — MM
- Trick or Tweet (1959) — MM
- Tweet and Lovely (1959) — MM
- Tweet Dreams (1959) — LT
- Hyde and Go Tweet (1960) — MM
- Trip For Tat (1960) — MM
- The Rebel Without Claws (1961) — LT
- The Last Hungry Cat (1961) — MM
- The Jet Cage (1962) — LT

### Режиссёр — Джерри Чиниквай
- Hawaiian Aye Aye (1964) — MM

### Режиссёр —Чак Джонс
- No Barking (1954) (камео) — MM

### После Золотой Эры американской анимации
- Приключения мультяшек (1990)
- Carrotblanca (1995)
- Сильвестр и Твити: Загадочные истории (1995)
- Космический джем (1996)
- Большое приключение Твити (2000)
- Бэби Луни Тюнз (2002)
- Луни Тюнз: Снова в деле (2003)
- Крик в музее (2004)
- Bah, Humduck! A Looney Tunes Christmas (2006)
- Шоу Луни Тюнз (2011)